# Nyssicostylus subopacus
Nyssicostylus subopacus är en skalbaggsart som först beskrevs av Bates 1885.  Nyssicostylus subopacus ingår i släktet Nyssicostylus och familjen långhorningar. Inga underarter finns listade i Catalogue of Life.